# Julian Holloway
Julian Robert Stanley Holloway (24 de junio de 1944 - 16 de febrero de 2025) fue un actor y locutor británico.

## Primeros años
Holloway nació en Watlington, Oxfordshire, Inglaterra, el 24 de junio de 1944. Era hijo del actor de comedia y cantante Stanley Holloway y de la ex bailarina de coro y actriz Violet Lane y padre de la autora y ex modelo Sophie Dahl. Estudió en la Escuela Ludgrove, la Harrow School, y la Real Academia de Arte Dramático, graduándose en 1963.

## Carrera
En la temporada de televisión de 1962-63 de Our Man Higgins, Holloway fue elegido para su primer papel importante como actor como Quentin en cuatro episodios. Se convirtió en un pilar de la franquicia cinematográfica Carry On, apareciendo en ocho películas entre 1967 y 1976, así como en uno de los especiales de televisión navideños de <i id="mwNg">Carry On</i>.
En el episodio Big Spender del drama policial británico de los años 70 The Sweeney, Holloway apareció como John Smith, el cerebro de una familia del crimen organizado que se involucra con dos empleados deshonestos de una empresa de aparcamientos en un elaborado fraude. Sus otros créditos televisivos incluyen las dramatizaciones televisivas de Uncle Silas, Elizabeth R, Remember WENN, Whatever Happened To The Likely Lads, Beverly Hills, 90210, Minder, Los profesionales, The New Avengers, Z Cars, The World of Wodehouse, y la historia de Doctor Who Survival en 1989. Entre sus películas se incluyen El joven Winston (1972), Porridge (1979), The Great Rock 'n' Roll Swindle (1980), A Christmas Carol (2009) y The Rum Diary (2011).
Holloway se ganó una reputación como un exitoso artista de voz y vocalista, principalmente en los Estados Unidos. En 1991, interpretó el papel del Capitán Zed en Captain Zed and the Zee Zone y el de Bradford Milbanks en James Bond Jr. También prestó su voz a Siegfried Fischbacher en la primera temporada de El padre de la manada (2004), al Primer Ministro Almec en varios episodios de Star Wars: The Clone Wars (2008-2020) y a Odlaw en Where's Waldo? (1991). Holloway también actuó como artista vocal para videojuegos, incluidos Piratas del Caribe: en el fin del mundo y Medal of Honor: European Assault. Prestó su voz a Muerte en la serie animada de Cartoon Network Regular Show (2010-2017).

## Vida y muerte personal
Holloway era hijo de Stanley Holloway y su esposa Violet Lane.
En 1971, se casó con Zena Walker, pero se divorció poco después. En 1976, tuvo una breve relación con Tessa Dahl, hija de Patricia Neal y Roald Dahl. La relación produjo una hija, la autora y ex modelo Sophie Dahl, que nació al año siguiente. En 1991, conoció y se casó con la locutora y actriz Debbie Wheeler. El matrimonio terminó en divorcio en 1996.
Holloway era pariente del arquitecto y escenógrafo inglés Oliver Percy Bernard.
Julian Holloway murió de una infección pulmonar en Bournemouth, Dorset, el 16 de febrero de 2025, a la edad de 80 años.

## Filmografía

### Películas
| Año  | Título                          | Papel                                                      | Notas              |
| ---- | ------------------------------- | ---------------------------------------------------------- | ------------------ |
| 1961 | Dentist on the Job              | Hombre hablando por teléfono en una fábrica                | Sin acreditar      |
| 1963 | Five to One                     | Sargento Jenkins                                           |                    |
| 1964 | Nothing But the Best            | Asistente de banco                                         | Sin acreditar      |
| 1964 | A Hard Day's Night              | Adrian                                                     | Sin acreditar      |
| 1965 | The Knack ...and How to Get It  | Defensor                                                   | Sin acreditar      |
| 1965 | The Pleasure Girls              | Hanger-on                                                  |                    |
| 1965 | Catch Us If You Can             | Asistente de Dirección                                     |                    |
| 1967 | The Jokers                      | Hombre en la fiesta                                        |                    |
| 1967 | Follow That Camel               | Cobrador de boletos                                        |                    |
| 1967 | Carry On Doctor                 | Simmons                                                    |                    |
| 1967 | I'll Never Forget What's'isname | Joven en la discoteca                                      | Sin acreditar      |
| 1968 | Carry On Up the Khyber          | Mayor Shorthouse                                           |                    |
| 1969 | Hostile Witness                 | Percy                                                      |                    |
| 1969 | The Last Shot You Hear          | Joven arrogante                                            |                    |
| 1969 | Carry On Camping                | Jim Tanner                                                 |                    |
| 1970 | Scream and Scream Again         | Detective Griffin                                          |                    |
| 1970 | Carry On Loving                 | Adrian                                                     |                    |
| 1970 | La hija de Ryan                 | Mayor Doryan                                               | Voz, sin acreditar |
| 1971 | Carry On Henry                  | Sir Thomas                                                 |                    |
| 1971 | Carry On at Your Convenience    | Roger                                                      | sin acreditar      |
| 1972 | The Spy's Wife                  | Hombre                                                     |                    |
| 1972 | El joven Winston                | Capitán Baker                                              |                    |
| 1974 | Captain Kronos: Vampire Hunter  | Kronos                                                     | Voz, sin acreditar |
| 1974 | The Stud                        | Spencer                                                    |                    |
| 1975 | The Hostages                    | Hombre                                                     |                    |
| 1975 | Naughty Girls                   | Narrador / Periodista                                      | Voz, sin acreditar |
| 1976 | Carry On England                | Mayor Butcher                                              |                    |
| 1978 | Sammy's Super T-Shirt           | Sr. Trotter                                                |                    |
| 1979 | Porridge                        | Bainbridge                                                 |                    |
| 1980 | The Great Rock 'n' Roll Swindle | Hombre                                                     |                    |
| 1980 | Rough Cut                       | Ronnie Taylor                                              |                    |
| 1983 | The Scarlet and the Black       | Alfred West                                                |                    |
| 1990 | A Season of Giants              | Aldovrandi                                                 |                    |
| 1992 | Grass Roots                     | Elton Hunter                                               |                    |
| 1993 | La canción de la antorcha       | Albert                                                     |                    |
| 2009 | A Christmas Carol               | Cocinero gordo / Caballero corpulento / Hombre de negocios | Voz                |
| 2011 | The Rum Diary                   | Wolsley                                                    |                    |

### Televisión
| Año        | Título                                          | Papel                                   | Notas                                                  |
| ---------- | ----------------------------------------------- | --------------------------------------- | ------------------------------------------------------ |
| 1961       | Los vengadores                                  | Trabajador del circo                    | Episodio: "Tunnel of Fear"                             |
| 1962       | Fair Exchange                                   | Alfred Mason                            | 2 episodios                                            |
| 1962-1963  | Our Man Higgins                                 | Quentin                                 | 4 episodios                                            |
| 1963       | Our Man at St. Mark's                           | Mike Daniels                            | Episodio: "A Joyful Noise"                             |
| 1963       | The Edgar Wallace Mystery Theatre               | Sargento Jenkins                        | Episodio: "Five to One"                                |
| 1964       | First Night                                     | Policía                                 | Episodio: "Stray Cats and Empty Bottles"               |
| 1964       | El Santo                                        | Waiter                                  | Episodio: "Luella"                                     |
| 1964       | The Valiant Varneys                             | Varios                                  | Episodio: #1.8                                         |
| 1964       | Gideon's Way                                    | Jim Richards                            | Episodio: "State Visit"                                |
| 1966       | Pardon the Expression                           | Norman Burton                           | 3 episodios                                            |
| 1966       | King of the River                               | Mick                                    | Episodio: "Keeping the Old Spirit Alive"               |
| 1967       | Comedy Playhouse                                | Charlie                                 | Episodio: "A Spanner in the Works"                     |
| 1967       | The World of Wooster                            | Blair Eggleston                         | Episodio: "Jeeves and the Greasy Bird"                 |
| 1967       | The Informer                                    | Detective Marston                       | Episodio: "Where There's Muck, There's Money"          |
| 1967       | The World of Wooster                            | Freddie Bullivant                       | Episodio: "Jeeves and the Fixing of Freddie"           |
| 1967       | ITV Play of the Week                            | Thomas                                  | Episodio: "Top of the Ladder"                          |
| 1968       | City '68                                        | Unknown                                 | Episodio: "A Question of Priorities"                   |
| 1968       | Ukridge                                         | Corky                                   | 7 episodios                                            |
| 1969       | The Liver Birds                                 | Tony                                    | Episodio: "Aristocracy and Crime"                      |
| 1970       | Parkin's Patch                                  | PC Burton                               | Episodio: "The Spider's Web"                           |
| 1970       | NBC Experiment in Television                    | Lord Albert                             | Episodio: "The Engagement"                             |
| 1970       | W. Somerset Maugham                             | Jack Carr                               | Episodio: "Flotsam and Jetsam"                         |
| 1970       | Menace                                          | Peter Lovell                            | Episodio: "Good Morning, Yesterday!"                   |
| 1970–1976  | Play for Today                                  | Jake Summers/John/Dennis Saunders       | 3 episodios                                            |
| 1971       | Elizabeth R                                     | De Noailles                             | Episodio: "The Lion's Cub"                             |
| 1971       | Take Three Girls                                | Gordon                                  | Episodio: "Kitsch, or Protocols in a Chinese Laundry"  |
| 1972       | The Shadow of the Tower                         | Conde de Surrey                         | 2 episodios                                            |
| 1972       | The Man from Haven                              | Hombre occidental                       | Episodio: #1.1                                         |
| 1972       | The Incredible Robert Baldick: Never Come Night | Thomas Wingham                          | Película de televisión                                 |
| 1972       | Dead of Night                                   | Sandy                                   | Episodio: "A Woman Sobbing"                            |
| 1973       | The Edwardians                                  | Lord Brooks                             | Episodio: "Daisy"                                      |
| 1973       | Conjugal Rights                                 | Alan                                    | 3 episodios                                            |
| 1973, 1974 | Whatever Happened to the Likely Lads?           | Alan Boyle                              | 2 episodios                                            |
| 1973       | Harriet's Back in Town                          | Gerald Winston                          | 4 episodios                                            |
| 1973       | Ooh La La!                                      | Etienne                                 | Episodio: "Keep an Eye on Amélie"                      |
| 1973       | Bowler                                          | Hartley                                 | Episodio: "Come Round Any Old Time"                    |
| 1973       | Black and Blue                                  | Robinson                                | Episodio: "Secrets"                                    |
| 1973       | Helen: A Woman of Today                         | Michael                                 | 2 episodios                                            |
| 1973       | Marked Personal                                 | Ray Merton                              | 2 episodios                                            |
| 1973       | Carry On Christmas                              | Capitán Rhodes                          | Película de televisión                                 |
| 1974       | BBC Play of the Month                           | Algernon Moncrieff                      | Episodio: "The Importance of Being Earnest"            |
| 1974       | Bedtime Stories                                 | Hale Patterson                          | Episodio: "The Snow Queen"                             |
| 1974       | Sprout                                          | John Russell                            | Película de televisión                                 |
| 1974       | Wodehouse Playhouse                             | Archibald Mulliner                      | Episodio: "The Reverend Wooing of Archibald"           |
| 1974       | Warship                                         | O'Morra                                 | Episodio: "Who Runs Across the Sea"                    |
| 1975       | Centre Play                                     | Francis                                 | Episodio: "Snooker"                                    |
| 1975       | Z Cars                                          | Johnny Pearson                          | Episodio: "Incitement"                                 |
| 1975       | The Sweeney                                     | John Smith                              | Episodio: "Big Spender"                                |
| 1975       | Public Eye                                      | Jeremy Fallows                          | Episodio: "Unlucky for Some"                           |
| 1975       | Wodehouse Playhouse                             | Freddie Fitch-Fitch                     | Episodio: "Romance at Droitgate Spa"                   |
| 1975       | Ten from the Twenties                           | Peter Wargrave                          | Episodio: "An Adventure in Bed"                        |
| 1975–1977  | The Punch Review                                | Varios                                  | 6 episodios                                            |
| 1976       | The New Avengers                                | Charles Thornton                        | Episodio: "Gnaws"                                      |
| 1977       | Jubilee                                         | Ken Howard                              | Episodio: "Street Party"                               |
| 1977       | Seven Faces of Woman                            | Trevor                                  | Episodio: "She: A Girl in Gold Shoes"                  |
| 1978       | Crown Court                                     | John Millet                             | Episodio: "Meeting Place: Part 1"                      |
| 1978       | BBC2 Play of the Week                           | Grinling                                | Episodio: "Flayed"                                     |
| 1978       | Angels                                          | Peter Long                              | Episodio: "Casualties"                                 |
| 1978       | Los profesionales                               | Harvey                                  | Episodio: "First Night"                                |
| 1978       | A Horseman Riding By                            | Capitán Lane-Phelps                     | Episodio: "1915: Death of a Hero"                      |
| 1979       | Telford's Change                                | Simon                                   | Episodio: "The Philistines Of Sussex/Situation Vacant" |
| 1979       | Rebecca                                         | Jack Favell                             | 2 episodios                                            |
| 1980       | Keep It in the Family                           | Dick Mitchell                           | Episodio: "A Friend in Need"                           |
| 1981       | Plays for Pleasure                              | Lawrence                                | Episodio: "Cupid's Darts"                              |
| 1981       | Misfits                                         | Vernon Wood                             | 2 episodios                                            |
| 1982       | Minder                                          | Matthews                                | Episodio: "You Need Hands"                             |
| 1982       | Nancy Astor                                     | Harry Cust                              | Episodio: "The Passenger on the Ocean Liner"           |
| 1983       | Hallelujah!                                     | Harry Beasley                           | Episodio: "Repentance"                                 |
| 1983       | BBC Play of the Month                           | Sir Chichester Frayne                   | Episodio: "The Gay Lord Quex"                          |
| 1983       | Give Us a Break                                 | Dave Nelson                             | 2 episodios                                            |
| 1984       | Ellis Island                                    | Florenz Ziegfeld                        | 2 episodios                                            |
| 1986       | Tall Tales &amp; Legends                        | Sr. Yorkshire                           | Episodio: "My Darlin' Clementine"                      |
| 1986       | If Tomorrow Comes                               | Trevor                                  | 2 episodios                                            |
| 1987       | The Bill                                        | DCI Fairfax                             | Episodio: "Double Trouble"                             |
| 1989       | The Endless Game                                | Waddington                              | 2 episodios                                            |
| 1989       | Doctor Who                                      | Paterson                                | Serial: Survival                                       |
| 1990       | The Chief                                       | Sir Ian Harnett MP                      | 4 episodios                                            |
| 1991       | Rumpole of the Bailey                           | Howard Swainton                         | Episodio: "Rumpole at Sea"                             |
| 1991       | Where's Wally?                                  | Odlaw                                   | Voz; 13 episodios                                      |
| 1991       | James Bond Jr.                                  | Bradford Milbanks, Varios               | Voz; 55 episodios                                      |
| 1991–1992  | Captain Zed and the Zee Zone                    | Capitán Zed                             | 26 episodios                                           |
| 1991–1992  | La leyenda del Príncipe Valiente                | Derek/Victim/Spy                        | Voz; 3 episodios                                       |
| 1992       | Beverly Hills, 90210                            | Narrador de la historia de fondo        | Episodio: "The Back Story"                             |
| 1993       | Casualty                                        | Jim                                     | Episodio: "No Cause for Concern"                       |
| 1995       | The Vet                                         | Peter McMahon                           | Episodio: "Relative Values"                            |
| 1996–1997  | Remember WENN                                   | Sr. Winthrop/Ricotti                    | 3 episodios                                            |
| 2001–2003  | My Uncle Silas                                  | Tío George                              | 3 episodios                                            |
| 2002       | Dan Dare: Pilot of the Future                   | Digby                                   | Voz; 26 episodios                                      |
| 2003       | Wilde Stories: The Nightingale and the Rose     | Profesor                                | Voz; Película de televisión                            |
| 2004–2005  | El padre de la manada                           | Siegfried Fischbacher                   | Voz; 14 episodios                                      |
| 2010–2020  | Star Wars: The Clone Wars                       | Primer Ministro Almec, Almirante Kilian | Voz; 8 episodios                                       |
| 2011–2017  | Regular Show                                    | Muerte, Varios                          | Voz; 5 episodios                                       |
| 2019       | Summer of Rockets                               | Sr. Richardson                          | 2 episodios; último papel                              |

### Juegos de vídeo
| Año  | Título                  | Papel         | Notas |
| ---- | ----------------------- | ------------- | ----- |
| 2003 | Onimusha Blade Warriors | Ekei Ankokuji | Voz   |